# Jacques Loeb
Jacques Loeb (7 de abril de 1859 – 11 de fevereiro de 1924) foi um fisiologista e biólogo alemão naturalizado americano.

## Biografia
Loeb, filho primogênito de uma família judia da região alemã de Eifel, nasceu em 1859, em Mayen. Foi educado nas universidades de Berlim, Munique e Estrasburgo (M.D. em 1884). Fez cursos de pós-graduação nas universidades de Estrasburgo e Berlim, e em 1886 tornou-se assistente no instituto fisiológico, da Universidade de Würzburgo, permanecendo lá até 1888. Em uma capacidade semelhante, então ele foi para a Universidade Estrasburgo. Durante as férias buscou pesquisas biológicas, em Kiel, em 1888, e em Nápoles em 1889 e 1890.
Em 1892, ele foi chamado à Universidade de Chicago como professor assistente de fisiologia e biologia experimental, tornando-se professor em 1895, e professor de fisiologia em 1899. John B. Watson (o "pai do Behaviorismo") foi aluno das aulas de neurologia de Loeb na Universidade de Chicago. Em 1902, ele foi chamado para preencher uma cadeira semelhante na Universidade da Califórnia.
Em 1910, Loeb se mudou para o Instituto Rockefeller de Pesquisa Médica, em Nova Iorque, onde dirigiu um departamento criado para ele. Ele permaneceu na Rockefeller (hoje Universidade Rockefeller) até sua morte. Durante a maior parte desses anos Loeb passou seus verões no Laboratório de Biologia Marinha de Woods Hole, Massachusetts, realizando experimentos em vários invertebrados marinhos. Foi lá que Jacques Loeb realizou seu mais famoso experimento, em partenogênese artificial. Loeb foi capaz de fazer com que os ovos de ouriços do mar iniciassem o desenvolvimento embrionário sem esperma. Isto foi conseguido por meio de modificações químicas ligeiras da água onde os ovos foram mantidos, os quais serviram como estímulo para o desenvolvimento inicial.
Loeb tornou-se um dos cientistas mais famosos da América, amplamente coberto por jornais e revistas. Ele foi o modelo para o personagem de Max Gottlieb no romance Arrowsmith de Sinclair Lewis, vencedor do Pulitzer, a primeira grande obra de ficção a idealizar e idolatrar a ciência pura. Mark Twain também escreveu um ensaio intitulado "Incrível Descoberta do Dr. Loeb", que insta o leitor a não apoiar um consenso geral rígido, mas em vez disso estar aberto a novos avanços científicos.
Loeb foi indicado várias vezes ao Prêmio Nobel, mas nunca ganhou.

## Área de pesquisa
Os principais temas da obra de Loeb foram:
- Tropismos animal e sua relação com os instintos de animais;
- Heteromorphosis, a substituição de um órgão lesado ou removido por um órgão diferente;
- Efeitos tóxicos e antitóxicos de íons;
- Partenogênese artificial;
- Hibridização dos ovos de ouriços-do-mar pelo espermatozoide de estrelas do mar.

## Obras
Entre as obras de Loeb pode ser mencionado o seguinte:
- Der Heliotropismus der Thiere und seine Uebereinstimmung mit dem Heliotropismus der Pflanzen, Würzburgo: Verlag von Georg Hertz, 1890.
- Untersuchungen zur physiologischen Morphologie der Thiere, Würzburgo: Verlag von Georg Hertz, 1891–1892. 2 vols., vol. 1: Ueber Heteromorphose, vol. 2: Organbildung und Wachsthum.
- Einleitung in die vergleichende Gehirnphysiologie und vergleichende Psychologie, Leipzig: J. A. Barth, 1899. Edi. em Inglês, Comparative physiology of the brain and comparative psychology, Nova Iorque: Putnam, 1900.
- Studies in general physiology, Chicago: The University of Chicago Press, 1905.
- The dynamics of living matter, Nova Iorque: Columbia University Press, 1906.
- The mechanistic conception of life: biological essays, Chicago: The University of Chicago Press, 1912; reimpressão, Cambridge, Mass.: Harvard University Press, 1964.
- Artificial parthenogenesis and fertilization, tr. do alemão por W. O. Redman King, rev. and ed. by Loeb. Chicago: The University of Chicago Press, 1913.
- The organism as a whole, from a physicochemical viewpoint, Nova Iorque: Putnam, 1916.
- Forced movements, tropisms, and animal conduct, Filadélfia: Lippincott, 1918.
- Proteins and the theory of colloidal behavior, Nova Iorque: McGraw-Hill, 1922.

The Mechanistic Conception of Lifeé o trabalho mais famoso e influente de Loeb. Ele contém traduções para o inglês de algumas de suas publicações anteriores em alemão.

## Família
Seu irmão mais novo Leo também emigrou para os Estados Unidos, onde se tornou um notório patologista.